# Willem Kalf
Willem Kalf (Rotterdam, 1619. november 3. – Amszterdam, 1693. július 31.) holland festő, a csendélet egyik legkiválóbb mestere a holland aranykorban.

## Életpályája
Gazdag polgári családban született, atyja ruhakereskedelemmel foglalkozott és Rotterdam város vezetésében is részt vett. Willem Kalfnak Hendrik Gerritsz Pot volt a mestere, majd az 1630-as évek végén egy időre Párizsba ment festeni, flamand és más külföldi vagy éppen francia művész barátaival a Saint-Germain-des-Prés apátság körül laktak. Kalf csendéleteit gyakran rusztikus háttérrel festette meg, így festette meg konyhabelsőit vagy éppen terített asztalait. A rusztikus belső flamand hagyományt folytat, Kalf kortársa az antwerpeni születésű ifjabb David Teniers is rusztikus háttérbe helyezte konyháit és életképeit. A francia Le Nain testvérekre hatott Kalf stílusa, ők is gyakran rusztikus háttérrel adták elő portréikat, életképeiket.

## Munkássága
Megfigyelőképessége festészeti technikájával együtt fejlődött, gazdag anyagszerűség és az ellentét erejével ható színesség jellemezte, számos kedvenc motívuma volt, például damaszt vagy gobelin terítőt varázsolt az asztalokra, félig telt karcsú üvegpoharakat festett, gyakran egy gyümölcstartó kínai porcelán tál és váza is megjelenik terített asztalain, később arany- és ezüst ötvösmunkákat jelenített meg, ahogyan azok a valóságban voltak, így találkozunk képein például Johannes Lutma (1584-1669) ezüstműves remekeivel. A holland polgárok szívesen látták falaikon azokat a festményeket, amelyek otthonuk tárgyi világát jelenítették meg, szívesen fogadták a csendéleteket. William Kalf mellett legjelesebb csendélet festő még Willem Claesz Heda, Abraham van Beijeren, de nem csak három csendélet festő élt meg munkáiból a holland aranykorban, sokan voltak még és jó színvonalon, például Ambrosius Bosschaert, Johannes Fabritius stb. Maga Rembrandt minden festészeti műfajt művelt, ő is festett csendéleteket is. A tájképfestők is gyakran alkottak egy gyümölcs- vagy egy virágcsendéletet. A budapesti Szépművészeti Múzeum is őriz egy Gyümölcscsendéletet Willem Kalftól.

## Csendéleteiből

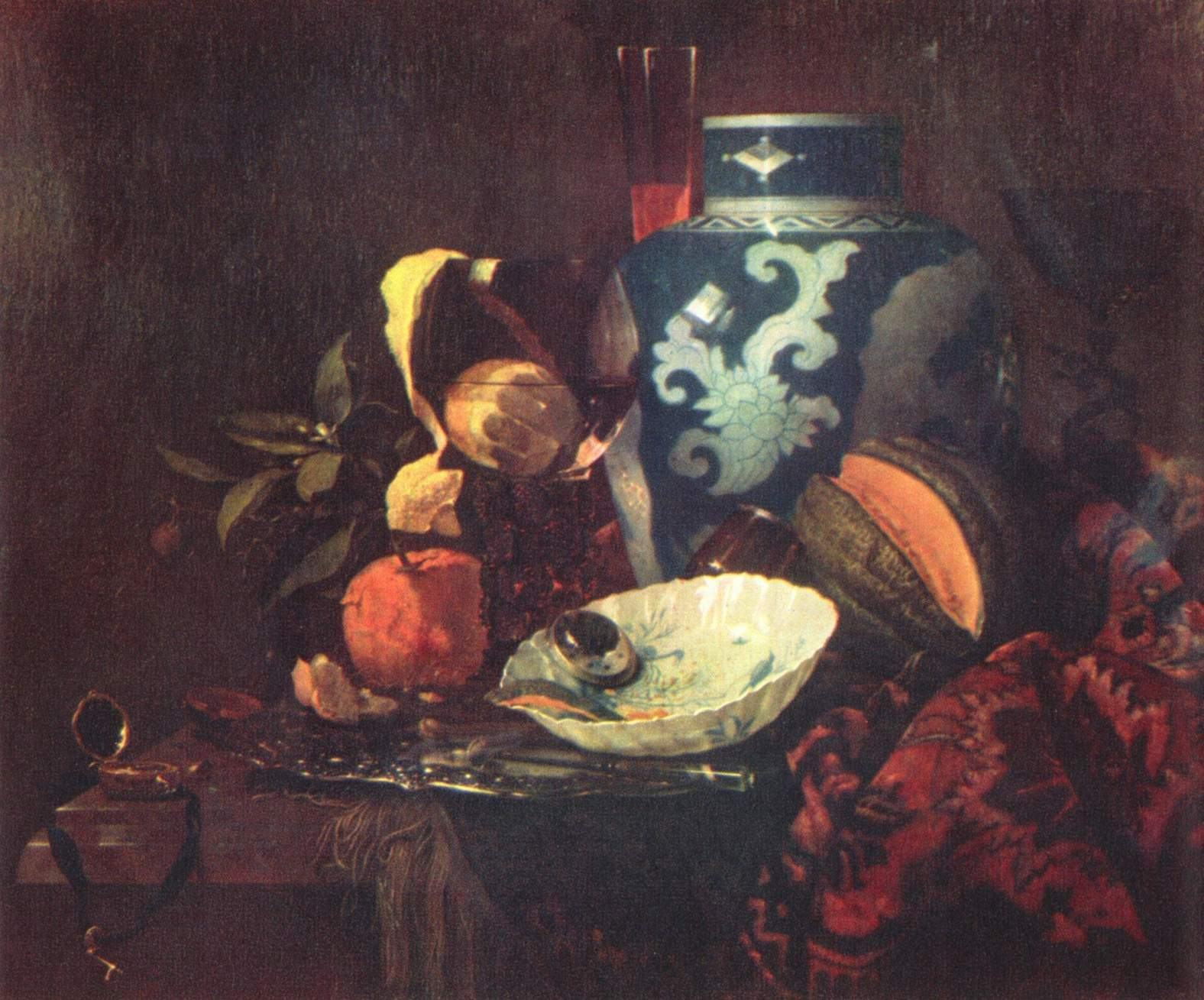
(Louvre)
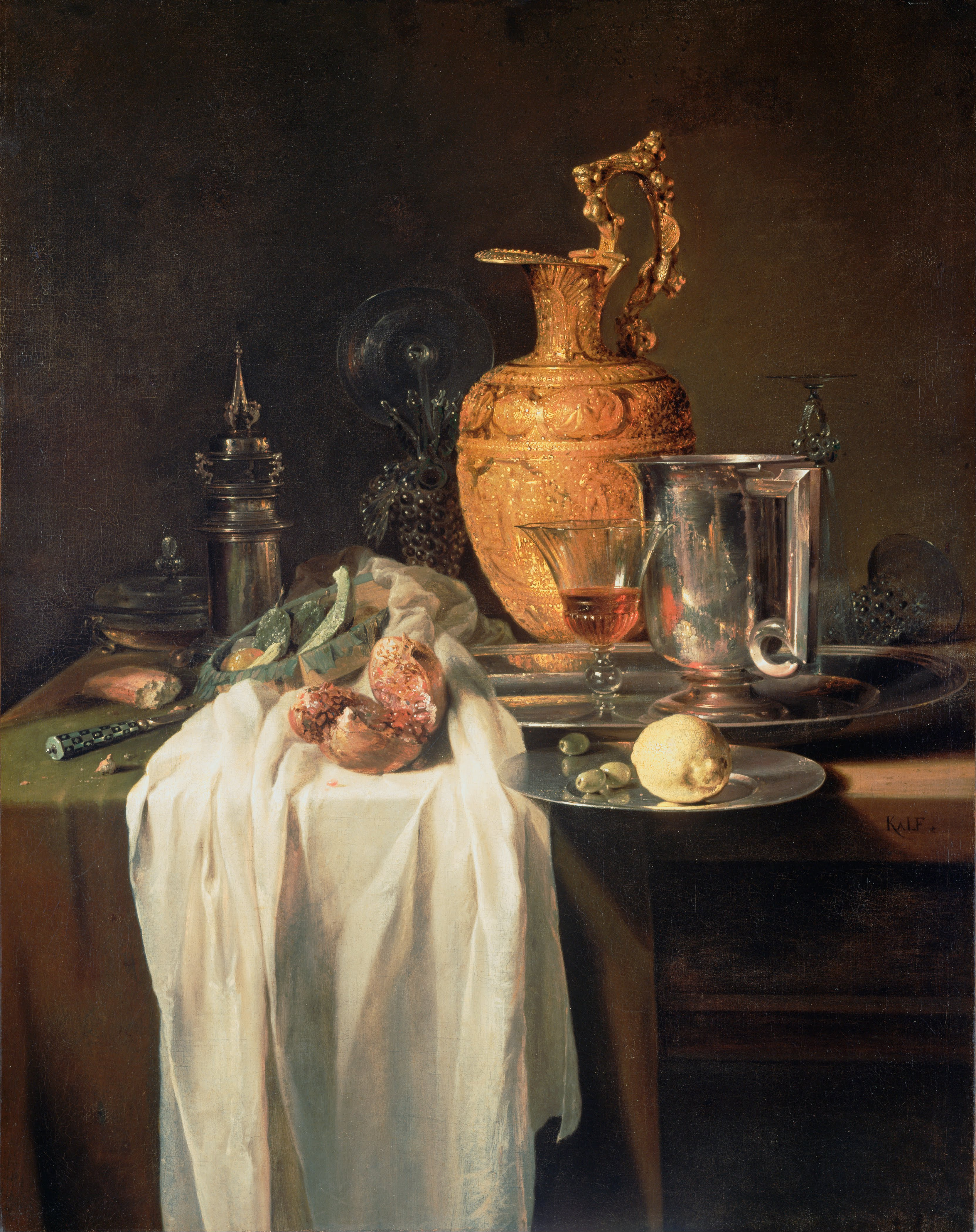
(1640-es évek)
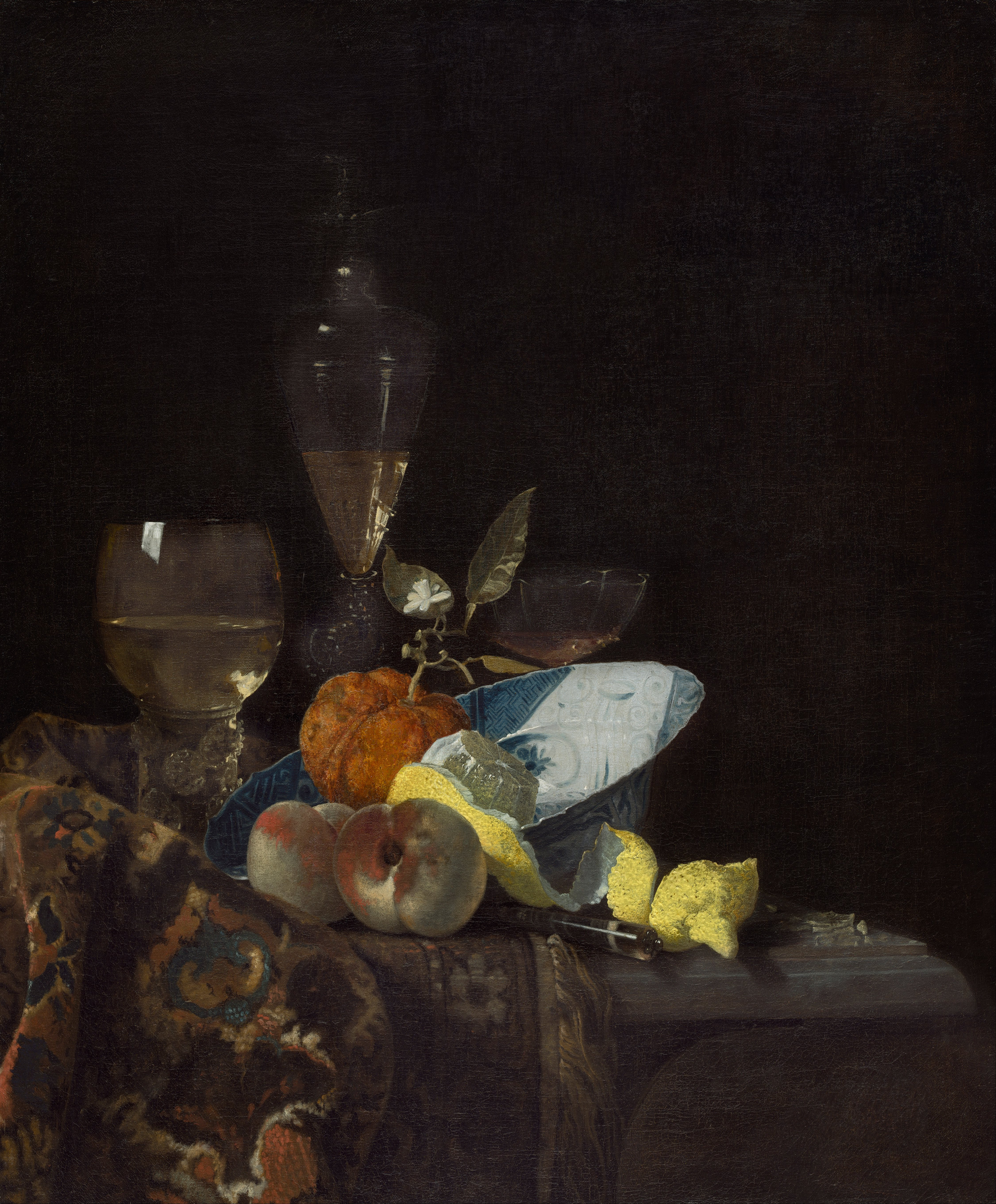
(1660)
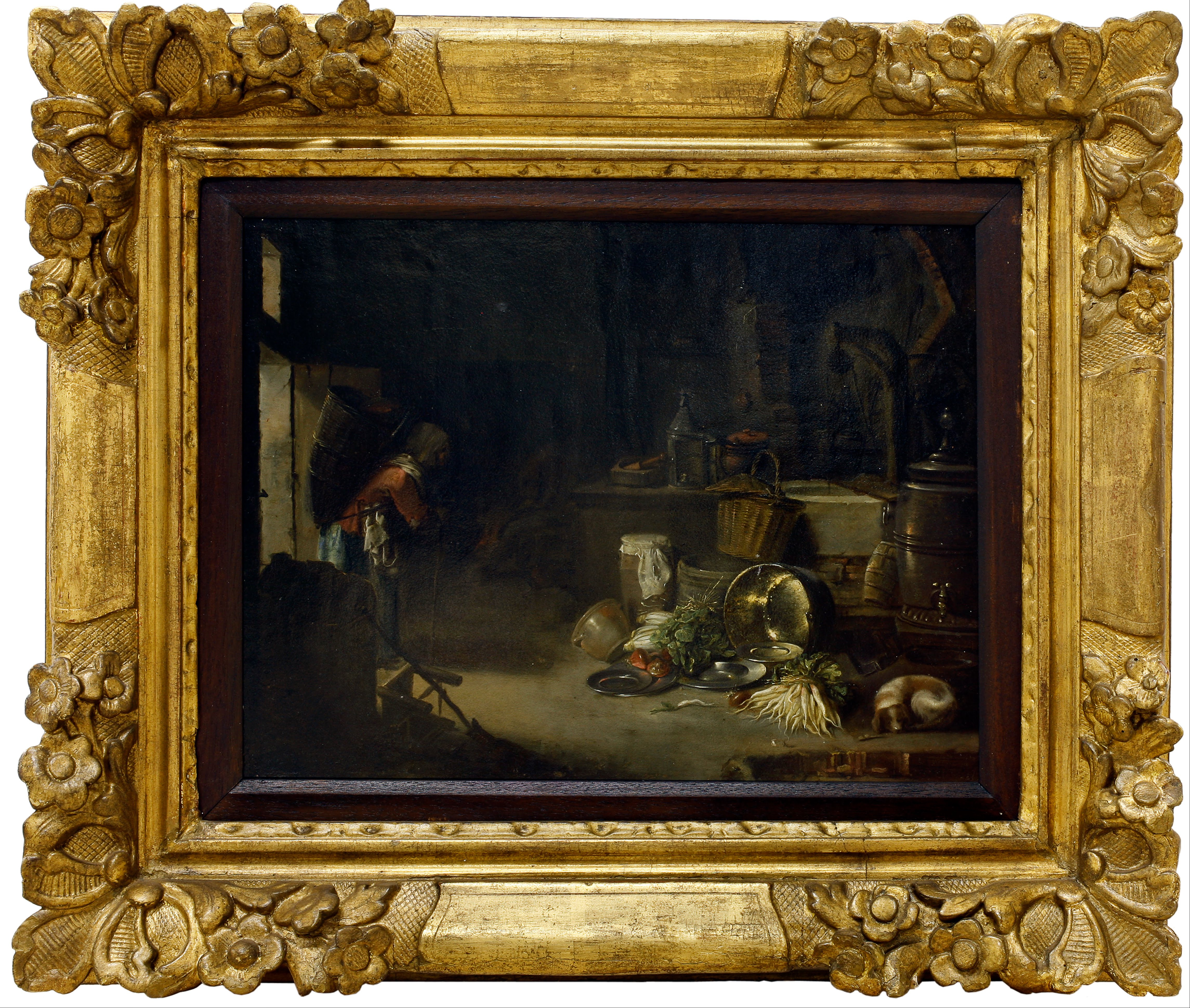
Konyhabelső (1640-es évek eleje)
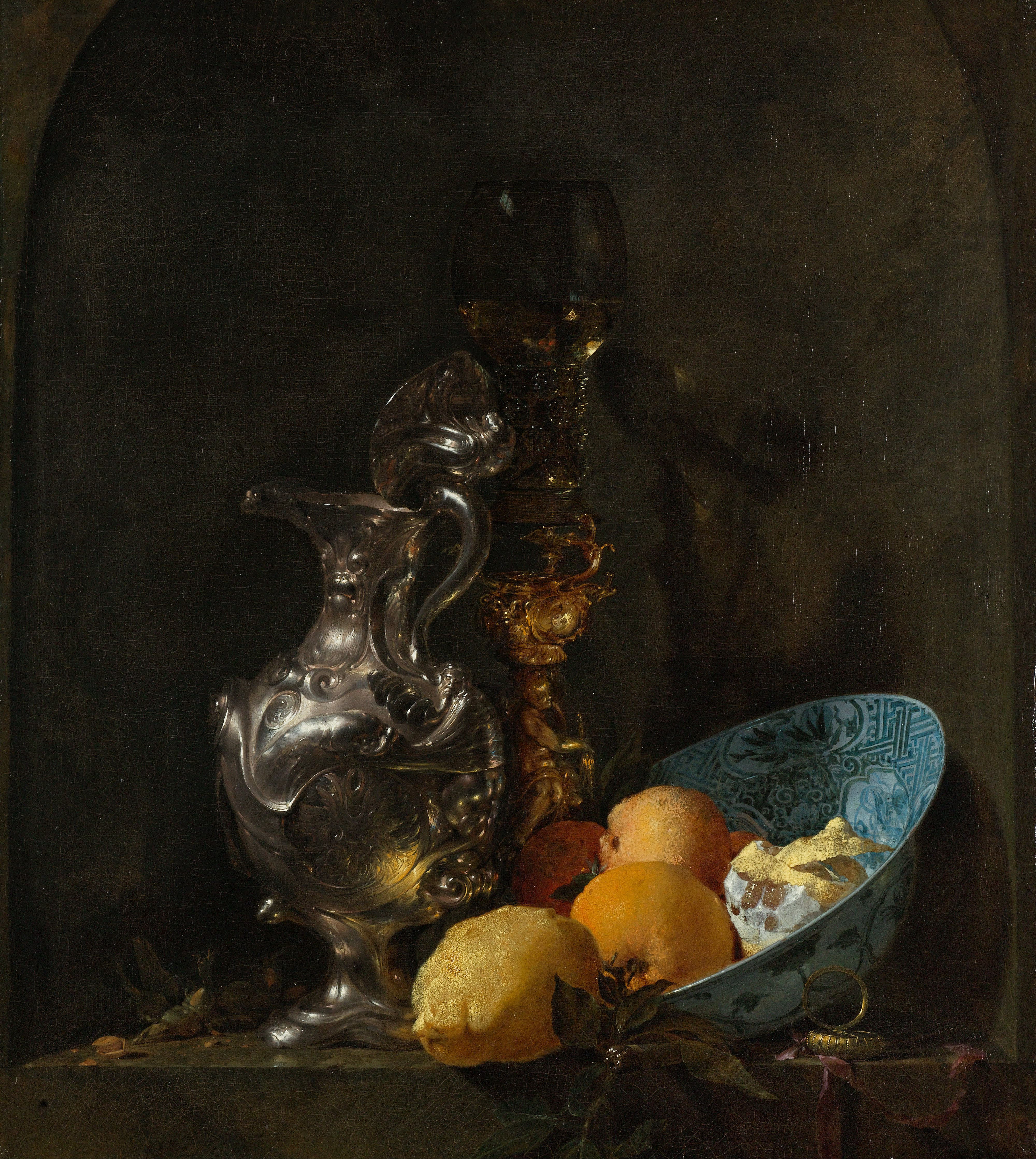
(1655-1657)
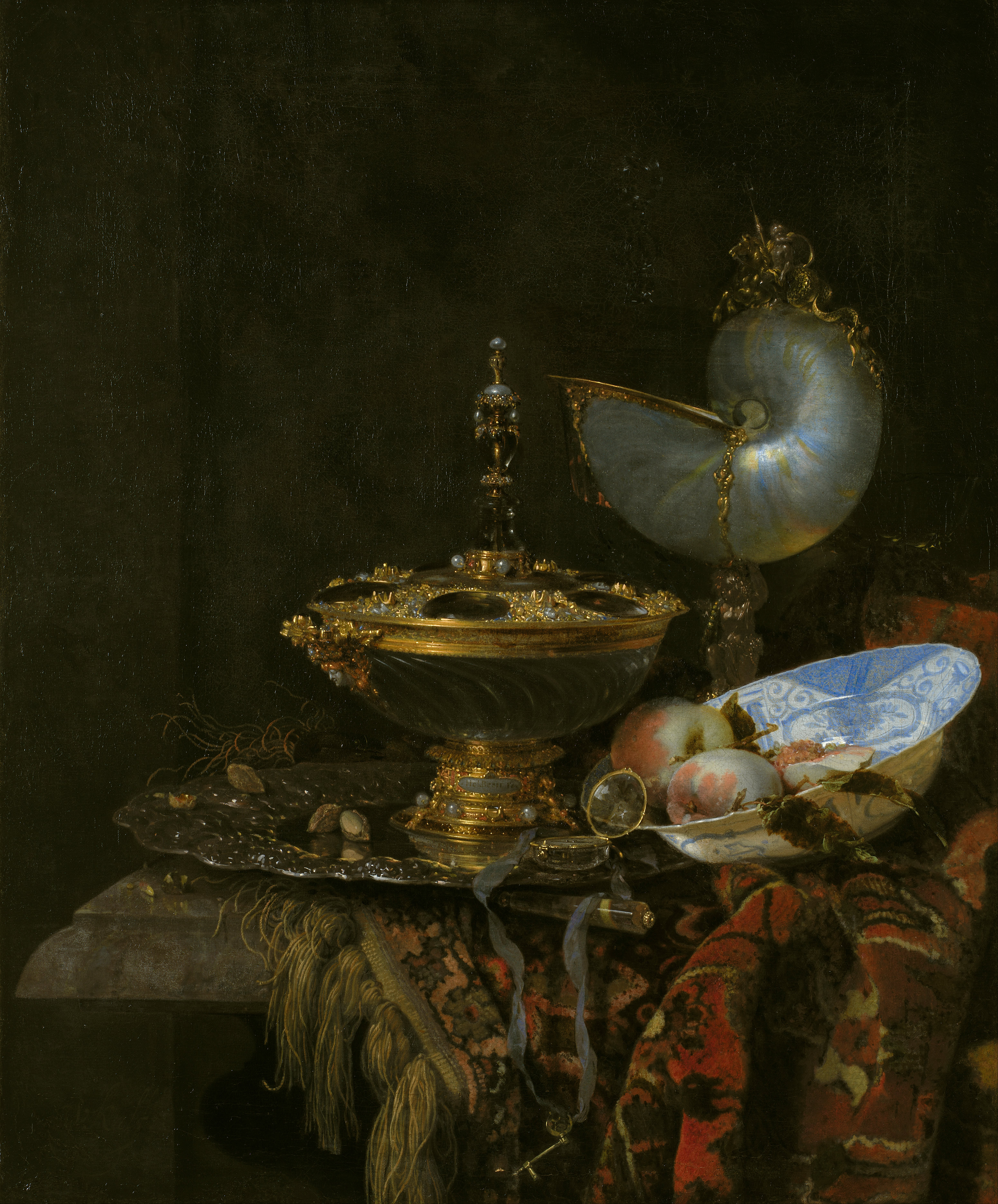
(1678)